# Gabriel Steward
Gabriel Steward, né en 1731 et mort en 1792, est un fonctionnaire et un homme politique de la Compagnie des Indes orientales qui a siégé à la Chambre des communes entre 1778 et 1790.

## Biographie
Steward était le fils de Gabriel Steward et de sa femme Sarah Wrangham. Sa famille était originaire d'Écosse et vivait à Sainte-Hélène au début du XVIIIe siècle. Plus tard, ils s'installèrent à Weymouth. Il a servi la Compagnie britannique des Indes orientales pendant quinze ans en Inde à plusieurs postes, dont certains de rang considérable. Il a épousé Rebecca Tucker, fille de Richard Tucker de Weymouth avant 1766.
Steward revient en tant que Membre du Parlement pour Weymouth et Melcombe Regis lors d'une élection partielle pour remplacer l'oncle de sa femme John Tucker. Tucker a également contrôlé trois sièges à Weymouth et, lorsqu'il est décédé le 9 octobre 1779, le contrôle des sièges est passé à Steward. Il succède également au poste de payeur des Marines de Tucker, qu'il conserve en mettant à la disposition du Trésor son intérêt parlementaire et en votant régulièrement auprès de chaque Administration successive. Il a été maire de Weymouth en 1780 et, étant directeur du scrutin lorsque le Parlement a été dissous inopinément, il n'était pas éligible à années 1780 élection générale.  Il a plutôt renvoyé Warren Lisle, un parent âgé de sa femme, qui a démissionné à la fin du mandat du délégué syndical. Les dépenses électorales du délégué syndical lors de l'élection partielle de £500 semblent avoir été payées par le Trésor. Il a été de retour à Weymouth en 1784. En 1786, il a libéré son siège pour accommoder un candidat de l'administration, George Jackson. Jackson démissionna pour se présenter à Colchester en 1788 et le délégué syndical revint lui-même, demeurant jusqu'aux élections générales de 1790.
Steward est mort le 9 janvier 1792.